# Dizdar (Titel)
Dizdar [Disdar] (türkisch Dizdar) ist die Bezeichnung für einen osmanischen Festungsbefehlshaber, der ernannt wurde, die Truppen zu verwalten und die Festung in ihrer Rolle als Verteidigungspunkt aufrechtzuerhalten.

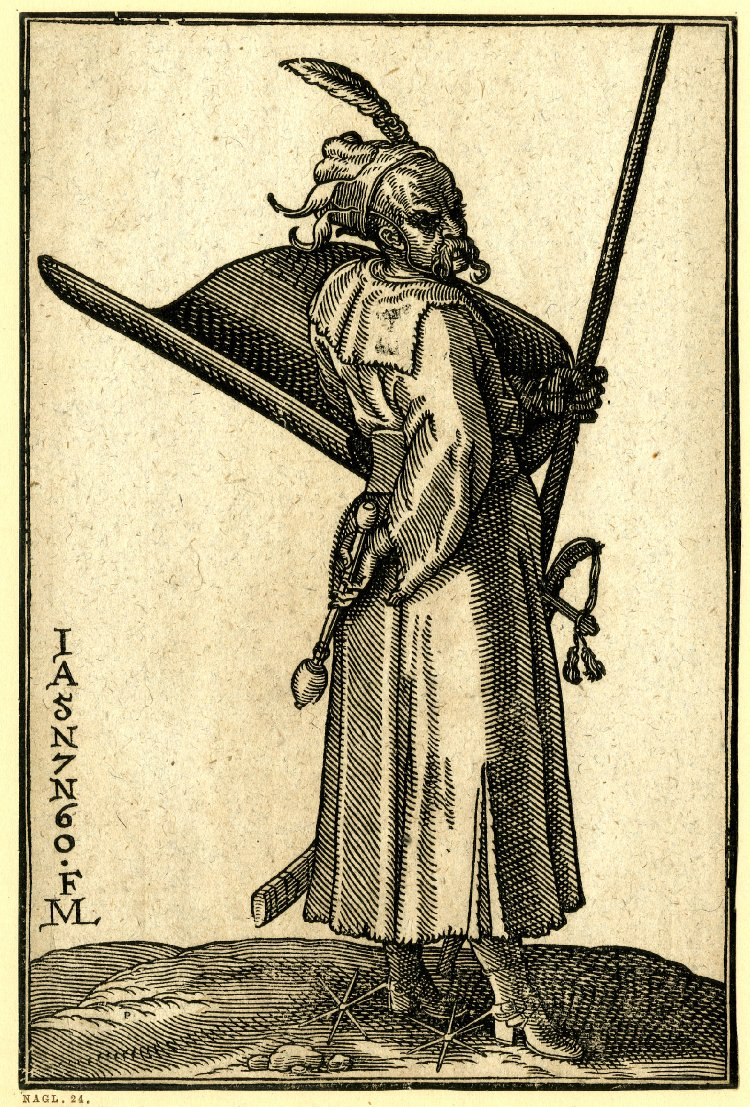
Darstellung eines türkischen Kriegers aus dem 16. Jahrhundert (Autor Melchior Lorck)

Er war als Kommandeur verantwortlich für das Funktionieren der Festung oder Burg im Osmanischen Reich. Der Schutz der Festung vor äußeren Gefahren und die innere Ordnung der Festung lagen in der Verantwortung des Dizdars. Er wurde vom Beylerbey, Sandschakbey oder Qādī ernannt und/oder entlassen. Der Dizdar befehligte die Militäreinheit in der Festung, war aber gleichzeitig auch für die Siedlung (Stadt oder Dorf) dabei verantwortlich, da der Zweck der Festung darin bestand, das ganze umliegende Gebiet zu verteidigen.
Das Wort ist persischen Ursprungs und bedeutet unter anderem Torwächter, Wächter, Wachmann, Burgherr oder Kastellan. Es verbreitete sich nach der osmanischen Eroberung des Balkans nach Westen.
Als kommandierende Person hatte der Dizdar einen Stellvertreter, Tschehaya genannt (türkisch: kahya), und andere Untergebene (z. B. Yasakci). 
Mit der Abschaffung der Janitscharen im Jahr 1826 wurde dieser Titel nicht mehr verwendet und 1839, nach den Tanzimat-Reformen, existierte der Titel Dizdar nicht mehr.